# Sancha de Castilla (1137-1179)
Sancha de León (1137-1179) fue Infanta de León y reina consorte de Navarra (1157-1179). Hija del rey Alfonso VII de León y su primera esposa Berenguela de Barcelona. A mediados de 1153, su padre Alfonso VII y Sancho VI de Navarra firman en Soria la paz, que se afianzó con los desposorios de doña Sancha, con el rey navarro, que fue armado caballero por su futuro suegro El 2 de junio de 1157 se celebró la boda en Carrión de los Condes (Palencia). Tuvieron seis hijos:
- Berenguela (ca.1165-1230), casada en 1191 con Ricardo Corazón de León, rey de Inglaterra.
- Sancho VII el Fuerte (1170-1234), rey de Navarra (1194-1234).
- Blanca (1177-1229), casada con el conde Teobaldo III de Champaña, madre del rey Teobaldo I de Navarra. Sus descendientes se convertirán en el siglo XIII en reyes de Navarra.
- Fernando (? -1207)
- Constanza, fallecida muy joven.